# Cadena de herramientas
En informática, una cadena de herramientas (en inglés toolchain) es un conjunto de programas informáticos (herramientas) que se usan para crear un determinado producto (normalmente otro programa o sistema informático). Los distintos programas se suelen usar en una cadena, de modo que la salida de cada herramienta sea la entrada de la siguiente, aunque actualmente se abusa del término para referirse a cualquier tipo de herramientas de desarrollo enlazadas.
Una simple cadena de herramientas de desarrollo de software consiste de un editor de texto para editar código fuente, un compilador y enlazador para transformar el código fuente en un programa ejecutable, bibliotecas para proveer una interfaz al sistema operativo, y un depurador. Un producto complejo como un videojuego necesita de herramientas para preparar efectos de sonido, música, texturas, modelado en 3D y animaciones, y otras herramientas para combinar estos recursos en el producto final.